# Коджа Дервиш Мехмед-паша
Коджа́ Де́рвиш Мехме́д-паша́ (тур. Koca Derviş Mehmed Paşa; ум. 13 января 1655, Стамбул) — османский государственный деятель, великий визирь (1653—1654), ранее дважды занимал должность капудан-паши (1649–1650, 1653–1654).

## Биография
О большей части его жизни ничего неизвестно, предполагается, что Дервиш Мехмед-паша был по происхождению черкесом. Во время турецко-персидской войны Коджа Дервиш Мехмед-паша участвовал во взятии Эриваня и получил богатую добычу. В 1637 году Коджа Дервиш Мехмед-паша был назначен на должность бейлербея Дамаска, должность которого занимал в течение года. Во время пребывания на этой должности он занимался вопросами безопасности паломников и вопросами их обеспечения.
В последующие годы Коджа Дервиш Мехмед-паша занимал должности бейлербея Диярбекира (1638–1639, 1642–1643), Багдада (1639–1642), Силистры, Боснии и Анатолии. 
В 1649 году во время Критской войны Коджа Дервиш Мехмед-паша был назначен на должность командующего флотом. В том же году с помощью фортификационных сооружений он смог уничтожить венецианский флот, который блокировал Дарданеллы.
В 1653 году получил должность капудан-паши во второй раз, но его противники, включая великого визиря Тархунджу Ахмед-пашу обвиняли его в крупных расходах. Вскоре Тархунджу Ахмед-паша был обвинён в том, что он хотел свергнуть султана Мехмеда IV и 21 марта 1653 года казнён в присутствии султана. Новым великим визирем был назначен Коджа Дервиш Мехмед-паша, который стал проводить финансовые реформы, направленные на то, чтобы сократить военные расходы. В период его пребывания на посту великого визиря государственные должности стали продаваться, чтобы увеличить доходы государства.
28 октября 1654 года Коджа Дервиш Мехмед-паша был отправлен в отставку по состоянию здоровья, поскольку ранее у него произошёл инсульт и он оказался прикован к постели. Скончался 13 января 1655 года в Стамбуле, был похоронен на кладбище мечети Атык Али-паши в районе Чемберлиташ.